# 神田平河町
神田平河町（かんだひらかわちょう）は、東京都千代田区の町名。住居表示は未実施。「丁目」の設定のない単独町名である。

## 地理
千代田区の北東部に位置する。周囲を神田佐久間町に囲まれた狭小な町域である。町域の北・東・南は、神田佐久間町二丁目に接し、西は昭和通りを境として神田佐久間町一丁目に接する（以上の地名はいずれも千代田区）。
秋葉原駅付近の一角で、町域の西半分は昭和通りの道路敷、東部は昭和道路沿いのビルや商店が並ぶ地域で構成されている。当地の昭和通り下には東京メトロ日比谷線の秋葉原駅がある。JR山手線・京浜東北線・総武線（各駅停車）・つくばエクスプレス線の秋葉原駅もすぐ西方にある。

## 歴史
享保12年（1727年）麹町平河町一丁目に火除地が設けられ、神田佐久間町に麹町平河町一丁目代地が成立した。
江戸時代の町域は現在の秋葉原駅構内にも延びていたが、明治2年（1869年）、和泉橋通り以西が神田佐久間町一丁目に編入され、以東が神田平河町となった。
これとは別に、現・外神田三丁目、柳原岩井町代地の一角にも極狭い飛地を有していた。

## 学区
区立小・中学校に通う場合、学区は以下の通りとなる（2017年8月現在）。なお、千代田区の中学校では学校選択制度を導入しており、区内全域から選択することが可能。
- 区域 : 全域
  - 小学校 : 千代田区立和泉小学校
  - 中学校 : 千代田区立麹町中学校 または 千代田区立神田一橋中学校

## 事業所
2021年（令和3年）現在の経済センサス調査による事業所数と従業員数は以下の通りである。
- 事業所数 : 74事業所
- 従業員数 : 493人

### 事業者数の変遷
経済センサスによる事業所数の推移。
| 年                 | 事業者数 |
| ------------------ | -------- |
| 2016年（平成28年） | 62       |
| 2021年（令和3年）  | 74       |

### 従業員数の変遷
経済センサスによる従業員数の推移。
| 年                 | 従業員数 |
| ------------------ | -------- |
| 2016年（平成28年） | 487      |
| 2021年（令和3年）  | 493      |

## その他

### 日本郵便
- 郵便番号 : 101-0027[3]（集配局 : 神田郵便局[9]）。